# Taródháza
Taródháza Sorkifalud község településrésze, egykor önálló falu Vas vármegyében, a Szombathelyi járásban.

## Fekvése
Szombathelytől 17 kilométerre délkeletre, a Sorok-patak jobb partján fekszik, Sorkifaludnak a Szombathely–Nagykanizsa-vasútvonaltól nyugatra eső részét képezi. Három irányból, a 8442-es, a 8702-es és a 8704-es utak felől is elérhető, de csak alsóbbrendű mellékutakon.

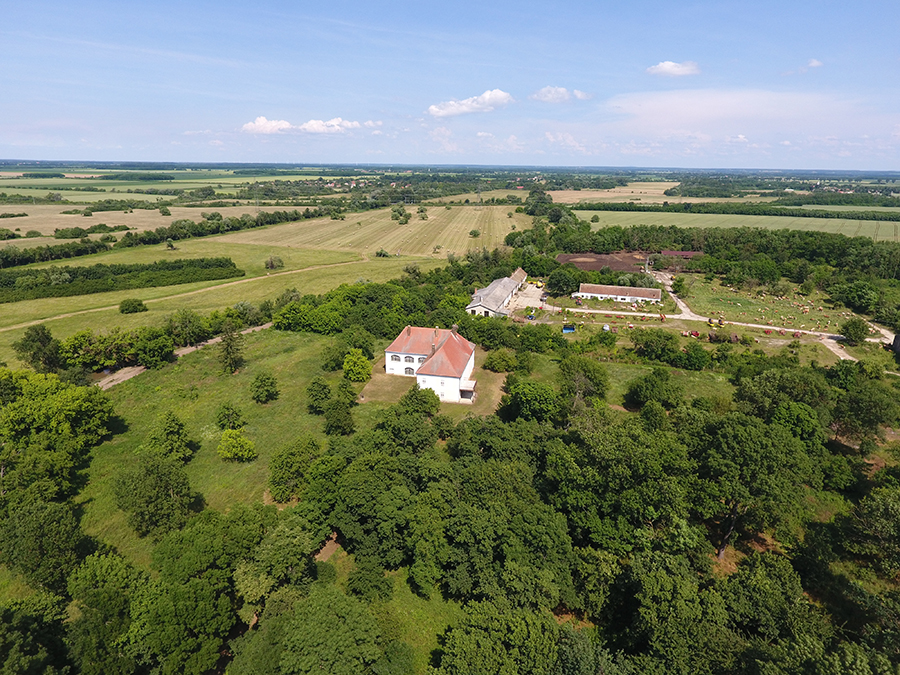
Taródháza (Szentléránt) Nádasdy-kastélya - légi fotó

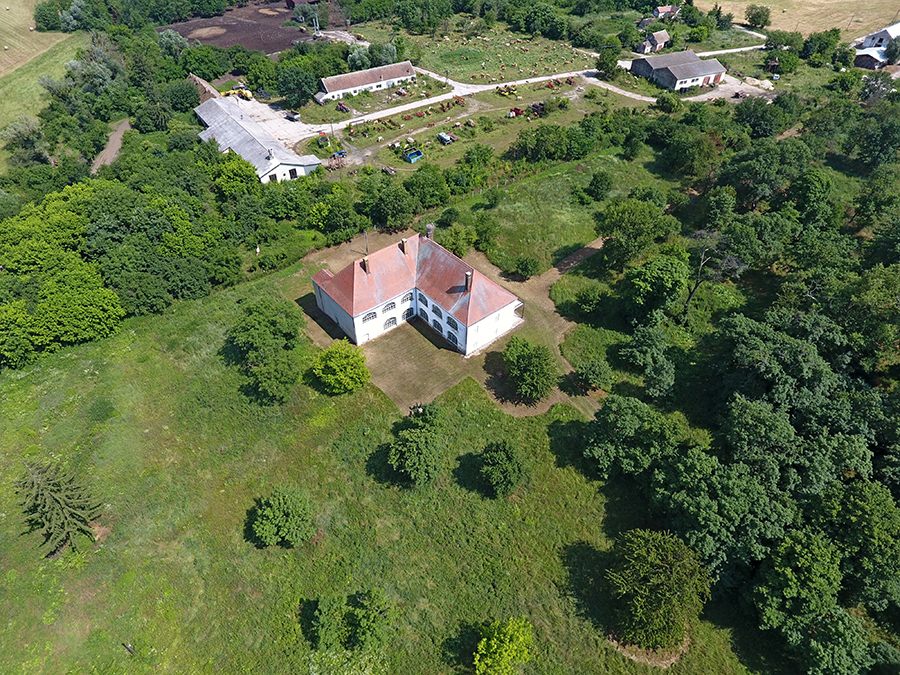
Taródháza (Szentléránt) Nádasdy-kastélya - légi felvétel

## Története
Határában állt egykor Zalak falu, melynek vára volt, a vár csekély nyomai láthatók a Sorok partján. Zalak falut 1256-ban említi először oklevél. A várat 1269-ben IV. Béla király a Hermán nembeli Désnek adta. Első említése 1278-ban történik Locus castri in terra Zalak cum fossatis et indaginibus antiquis néven, ekkor már romos vár volt. A falut 1370-ben Zalak, 1389-ben Poss. Zathahaza al. nom. Zalak, 1418-ban Poss. Kapolna alio nomine Zalak ac poss. Thothfalu al. nom. similiter Zalak, 1453-ban Pred. Zalak alakban említik az írott források. A 15. században az Egervári és Molnári családok birtoka volt. Zalak falut 1453-ban említik utoljára.
Fényes Elek szerint "Tarródháza, magyar falu, Vas vmegyében, a Sorok mellett: 103 kath. lak., kastélylyal. F. u. Kis Ignáczné. E helységre b. Mikosnak királyi adománylevele van, azon esetre, ha az Inkey család kihal. Ut. p. Szombathely."
1939-ben Dömötörivel, Sorkikisfaluddal és Szentléránttal egyesítették, 1943-ban az egyesített község nevét Sorkifaludra változtatták. Ez a településrész két évtizede gyakorlatilag lakatlan.

## Nevezetességei
- Zalak várának sáncai a Sorok partján. Ma alig észrevehető, átmérője mintegy 40 méter, sánca mindössze 30 centiméterre magasodik a talajszint fölé, árkai 40 cm mélyek. Feltárásakor fatornyának és faépítményeinek kerültek elő maradványai.
- Itt áll a 17. századi eredetű Nádasdy-kastély(wd).

## Külső hivatkozások
- Sorkifalud honlapja
- Zalak vára a magyar várak honlapján